# Escut d'Ogassa
L'escut oficial d'Ogassa té el següent blasonament:
Escut caironat partit: de sable i d'argent; ressaltant sobre el tot una espasa de l'un en l'altre. Per timbre una corona mural de poble.

## Història
Va ser aprovat el 6 de novembre de 1995 i publicat al DOGC el 17 del mateix mes amb el número 2129.
L'espasa és l'atribut de sant Martí, patró del poble. Els esmalts, sable i argent, són els de les armes del monestir de Sant Joan de les Abadesses, al qual pertanyia Ogassa des del segle xi.